# Epiophlebia diana
Epiophlebia diana là loài chuồn chuồn trong họ Epiophlebiidae. Loài này được Carle mô tả khoa học đầu tiên năm 2012.